# Biure
|  | Per a altres significats, vegeu «Biure (desambiguació)». |

Biure és un municipi de la comarca de l'Alt Empordà, a les Comarques Gironines. El poble es troba a la confluència dels rius Llobregat d'Empordà i Ricardell. Al final del segle xvii consta com un lloc reial de la batllia de Figueres.
Amb ortografia tradicional Viure d'Empordà, el topònim podria derivar d'una arrel basca ur, «aigua», o uri, «ciutat», o del llatí bone vivere, «bon viure».

## Geografia
- Llista de topònims de Biure (Orografia: muntanyes, serres, collades, indrets..; hidrografia: rius, fonts...; edificis: cases, masies, esglésies, etc).

## Història
La menció més antiga que es troba de Biure apareix en un document del 1107 que conté el testament d'Etha. Entre els beneficiaris s'inclou l'església de Sancti Stephani de Benevivere.
L'any 1219 en un document de l'arxiu diocesà de Girona Biure hi apareix en un llistat de delmes que pertanyen al magnat empordanès Guillem de Cervià.
L'any 1294, el rei Jaume II va confirmar i ampliar els privilegis de la Carta Pobla de Figueres. En aquest document s'inclou Biure com a lloc reial, sense subjecció a cap senyor feudal pertanyent directament a la batllia de Figueres. Tot i que els delmes de la parròquia de Sant Esteve de Biure van canviar repetides vegades de beneficiari, entre els quals es van incloure el Rocabertí.
L'any 1375 es registra un enfrontament entre els habitants de Biure amb la vila de Figueres. El conflicte va aparèixer quan la vila de Figueres reclamava una contribució per a reparar les seves muralles apel·lant a un privilegi concedit per Jaume II i els habitants de Biure s'hi van negar. A partir dels document produït per aquest litigi, es té coneixement de què l'Avinyó posseeix el castell de Biure en feu. L'any 1407 consta que Guillem d'Avinyó es va enfrontar amb la família Rocabertí en nombroses ocasions pel control de la parròquia i el castell de Biure. El 1450, finalment, es confirma la senyoria dels Avinyó com a senyor de Biure. Ja al segle xviii els drets sobre el castell de Biure eren del comte de Torralba. L'any 1787, el cens assigna Biure d'Empordà una població de 185 habitants.

## Nucli antic
El nucli antic de Biure és un conjunt inclòs en l'Inventari del Patrimoni Arquitectònic de Catalunya. Està situat a la banda de migdia de l'entramat urbà de la població. La part més destacable s'articula a migdia de l'església de Sant Esteve. El poble està format per carrers disposats en pendent i costeruts, donat que la zona es troba elevada. La majoria de cases es poden adscriure als segles xviii i xix. En general, els edificis són rectangulars, amb les cobertes de dues vessants de teula i distribuïts en planta baixa i diversos pisos superiors. Presenten obertures rectangulars, amb els emmarcaments simples o fets amb maons, i alguns portals d'arc rebaixat. Moltes d'aquestes construccions estan rematades per ràfecs decorats amb triangles pintats, a imitació dels ràfecs de dents de serra. Una de les cases del sector nord-oest de l'església presenta el ràfec datat l'any 1776.
Els edificis estan bastits en pedra sense treballar de diverses mides, disposada irregularment i lligada amb abundant morter de calç. Altres construccions presenten els paraments arrebossats i pintats. És probable que algunes de les pedres utilitzades per bastir aquestes cases procedeixin de l'antic castell de Biure, situat a uns tres-cents metres de la vila, del qual només es conserven alguns murs datats entre els segles XIV-XV.

## Demografia
| 1497 f | 1515 f | 1553 f | 1717 | 1787 | 1857 | 1877 | 1887 | 1900 | 1910 |
| ------ | ------ | ------ | ---- | ---- | ---- | ---- | ---- | ---- | ---- |
| 6      | 8      | 8      | 111  | 185  | 687  | 678  | 653  | 543  | 559  |

| 1920 | 1930 | 1940 | 1950 | 1960 | 1970 | 1981 | 1990 | 1992 | 1994 |
| ---- | ---- | ---- | ---- | ---- | ---- | ---- | ---- | ---- | ---- |
| 573  | 433  | 714  | 365  | 446  | 328  | 297  | 273  | 205  | 205  |

| 1996 | 1998 | 2000 | 2002 | 2004 | 2006 | 2008 | 2010 | 2012 | 2014 |
| ---- | ---- | ---- | ---- | ---- | ---- | ---- | ---- | ---- | ---- |
| 223  | 211  | 217  | 227  | 234  | 236  | 244  | 242  | 249  | 245  |

| 2016 | 2018 | 2020 | 2022 | 2024 | 2026 | 2028 | 2030 | 2032 | 2034 |
| ---- | ---- | ---- | ---- | ---- | ---- | ---- | ---- | ---- | ---- |
| 233  | 238  | 241  | 249  | 223  | -    | -    | -    | -    | -    |

## Govern municipal
Resum Eleccions Municipals a Biure
| Candidatures | Candidatures                               | Reg. 2007 | % Vot 2007 | Cons. 2007 | Reg. 2003 | % Vot 2003 | Cons. 2003 |
| ------------ | ------------------------------------------ | --------- | ---------- | ---------- | --------- | ---------- | ---------- |
|              | Esquerra Republicana de Catalunya (ERC)    | 3         | 39.26      | 64         | 2         | 28.99      | 49         |
|              | Partit dels Socialistes de Catalunya (PSC) | 2         | 34.36      | 56         | 2         | 36.09      | 61         |
|              | Convergència i Unió (CiU)                  | 0         | 26.38      | 43         | 1         | 31.36      | 53         |

## Indrets destacats
- Església de Sant Esteve de Biure, del segle xviii.
- Castell de Biure, del segle xv, en queden poques restes.
- Pont a Campmany, del segle xx.
- Pont medieval de Biure
- Casa al carrer Processó, 6
- Casa la Fraternitat
- La Fonteta, paratge natural al voltant de la font que aboca al riu Ricardell, amb l'antic rentador comú.
- Cabanes de pedra seca.
- Can Sans, antic trull i actual casa de la vila.
- Monument a Pierre Bayle, timbaler francès mort en la batalla de Montroig, a l'edat d'onze anys.
- Muntanya La Tomba.
- Riu Ricardell, paratge natural.
- Riu Llobregat, paratge natural.